# کازوکی ساتو
کازوکی ساتو (ژاپنی: 佐藤 一樹؛ زادهٔ ۲۷ ژوئن ۱۹۷۴) یک بازیکن فوتبال اهل ژاپن است.
از باشگاه‌هایی که در آن بازی کرده‌است می‌توان به باشگاه فوتبال یوکوهاما فلگلز، باشگاه فوتبال یوکوهاما مارینوس، باشگاه فوتبال کیوتو سانگا، باشگاه فوتبال اوئیتا ترینیتا، باشگاه فوتبال سانفریس هیروشیما و باشگاه فوتبال یوکوهاما اشاره کرد.